# Bergherbos

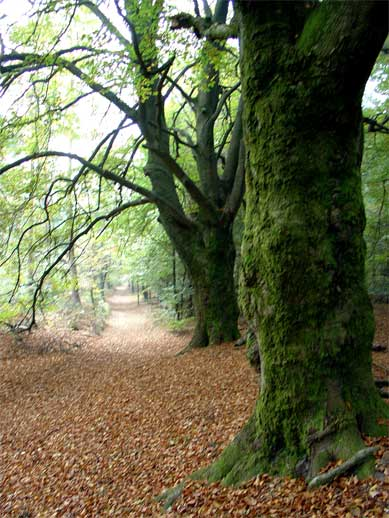
Het Bergherbos in Montferland

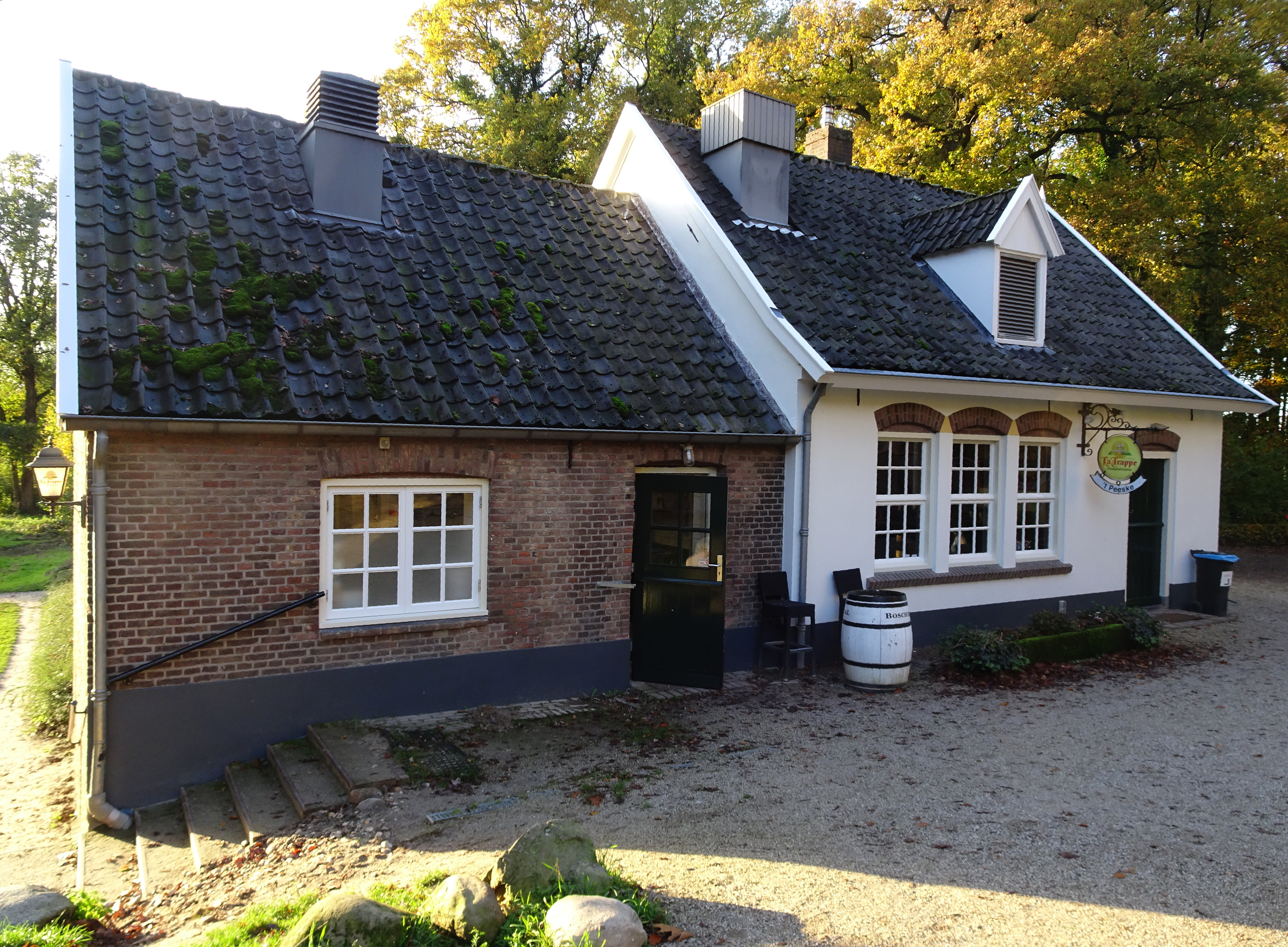
Uitspanning 't Peeske

Het Bergherbos is een 1837 ha groot natuurgebied, eigendom van Natuurmonumenten en de stichting Huis Bergh en is gelegen in de gemeente Montferland. Het Bergherbos is gelegen op de uitlopers van de heuvels waarop ook 's-Heerenberg is gelegen.

## Algemeen
Het heuvelachtige gebied bestaat voor een groot deel uit gevarieerd bos met akkers, weilanden en dorpjes eromheen. Het is gelegen op een stuwwallencomplex uit de voorlaatste ijstijd dat doorloopt in Duitsland. Hier heeft men een weids uitzicht over de omgeving. De bekendste heuvels zijn:
- de Hettenheuvel (93 m, langs de weg Zeddam/Kilder) is het hoogste punt van het Bergherbos
- de heuvel Montferland (68 m, bij Zeddam), met daarop de grootste motte van Nederland die stamt uit de vroege middeleeuwen
- de Hulzenberg (82 m, nabij Stokkum)
- de Eltenberg (83 m), vlak over de Duitse grens met het plaatsje Hoog-Elten op de top van de berg.

Bij 's-Heerenberg ligt het kasteel Huis Bergh en het parkbos De Plantage (eigendom van Stichting Huis Bergh). Bij Uitspanning 't Peeske ontspringt een van de bronnen van het Bergherbos. Natuurmonumenten is sinds 1984 eigenaar van het bos- en natuurgebied. Dit omvat tevens een aantal natuurvriendelijk bebouwde akkers, die als een zoom rondom het bos gegroepeerd zijn. Door Natuurmonumenten zijn 10 wandelroutes uitgezet, variërend van 2 tot 7 km. Ook in het Duitse gedeelte zijn wandelroutes uitgezet. Het natuurgebied is een ecologisch belangrijke schakel tussen de Veluwe en het Reichswald.

## Flora en fauna
Het Bergherbos bestaat uit naaldbos en gemengd bos; hier en daar komt nog het oorspronkelijke eiken-beukenbos voor. In het bosgebied leven zoogdieren als das, ree, steenmarter en vleermuizen. Het gebied telt wel 70 soorten vogels, waaronder roofvogels als wespendief, buizerd, havik, boomvalk en diverse uilen. Andere bijzondere soorten zijn de zeldzame draaihals, de groene specht, patrijs, kwartel en geelgors. Op de heidevelden met vliegdennen komen hagedissen en hazelwormen voor en broeden de boomleeuwerik, boompieper en gekraagde roodstaart. In het bos groeien bijzondere planten zoals bosanemoon, klaverzuring, bosviooltje, dalkruid en adelaarsvaren. In het brongebied 't Peeske komen goudveil, gewone dotterbloem en moerasviooltje voor. Op de kleinschalige akkers rond het bos groeien nog akkerkruiden als klaproos, akkerviooltje, korenbloem, valse kamille, kromhals en slofhak.

## Geschiedenis van het bosbeheer
Het bezit Bergh was oorspronkelijk een zelfstandige heerlijkheid en werd in 1486 een graafschap. Vanaf de 14e eeuw was er al sprake van gemeenschappelijk bosbezit, waarbij marken of markegenootschappen de houtoogst en de bosbegrazing reguleerden. Het gemeenschappelijk beheerde gebied was verdeeld over vijf marken en is maximaal 1250 ha groot geweest. Daarnaast is er sinds de middeleeuwen ook steeds particulier bezit geweest, ten tijde van de marken ongeveer 350 ha. In de 16e eeuw maakte het gemeenschappelijk bosbeheer zware tijden door, vooral tijdens de Tachtigjarige Oorlog. In de 18e eeuw werden diverse inspanningen tot bosherstel ondernomen, maar de markegenootschappen hadden vaak geen eigen kapitaal om te investeren in nieuwe aanplant. Dit leidde regelmatig tot verkoop van percelen bos. Aan het begin van de 19e eeuw kwam er een eind aan het gemeenschappelijk bosbezit in het Bergherbos en werden alle markebossen verdeeld.
Inmiddels was het bezit van de graaf van Bergh in 1712 door vererving in handen gekomen van het Duitse vorstenhuis Von Hohenzollern. Onder hun invloed kwam er een meer systematische aanpak van de bosbouw met grootschalige bosaanplant, langetermijnplanning en administratie. Bij de verdeling van de markebossen en de latere herverkaveling wisten de Duitse eigenaars hun bezit nog uit te breiden. De laatste grote uitbreiding vond plaats in 1887. Hierdoor ontstond een groot aaneengesloten particulier bosareaal. Onder het Duitse beheer nam het areaal grove den in het Bergherbos flink toe; het hout werd afgezet als stutpalen voor de steenkolenmijnen. Daarnaast werd in de 19e eeuw nog goed geld verdiend met het hakhoutbeheer. Door teruglopende inkomsten besloten de Von Hohenzollerns uiteindelijk om Huis Bergh en de andere Nederlandse bezittingen te verkopen.
In 1912 werd Jan Herman van Heek de nieuwe eigenaar van het kasteel met alle bijbehorende gronden; hij wilde het als één geheel en als natuurmonument voor de toekomst bewaren. Door verschillende aankopen wist hij het bezit nog uit te breiden en hij drukte ook persoonlijk zijn stempel op het bosbeheer. Hij wilde meer variatie in het bos dat door de eenzijdige samenstelling kwetsbaar was voor stormen en plagen. De inlandse eik kreeg een belangrijke plaats in het bosbeheer en het percentage loofhout nam sterk toe. Tijdens de Tweede Wereldoorlog had het bos sterk te lijden onder houtvorderingen van de Duitse bezetter. Na de oorlog werden de bezittingen overgedragen aan de voorganger van de huidige Stichting Huis Bergh. Door de afnemende vraag naar hout en lagere houtprijzen werd in 1984 overgegaan tot verkoop van een deel van het Bergherbos en de Sprengenberg aan Vereniging Natuurmonumenten. Het beheer werd gericht op het verhogen van de natuurwaarden van het bos, onder meer door een groter aandeel inheemse boomsoorten. Ook werd meer aandacht besteed aan cultuurhistorische elementen en recreatieve voorzieningen.

## Afbeeldingen

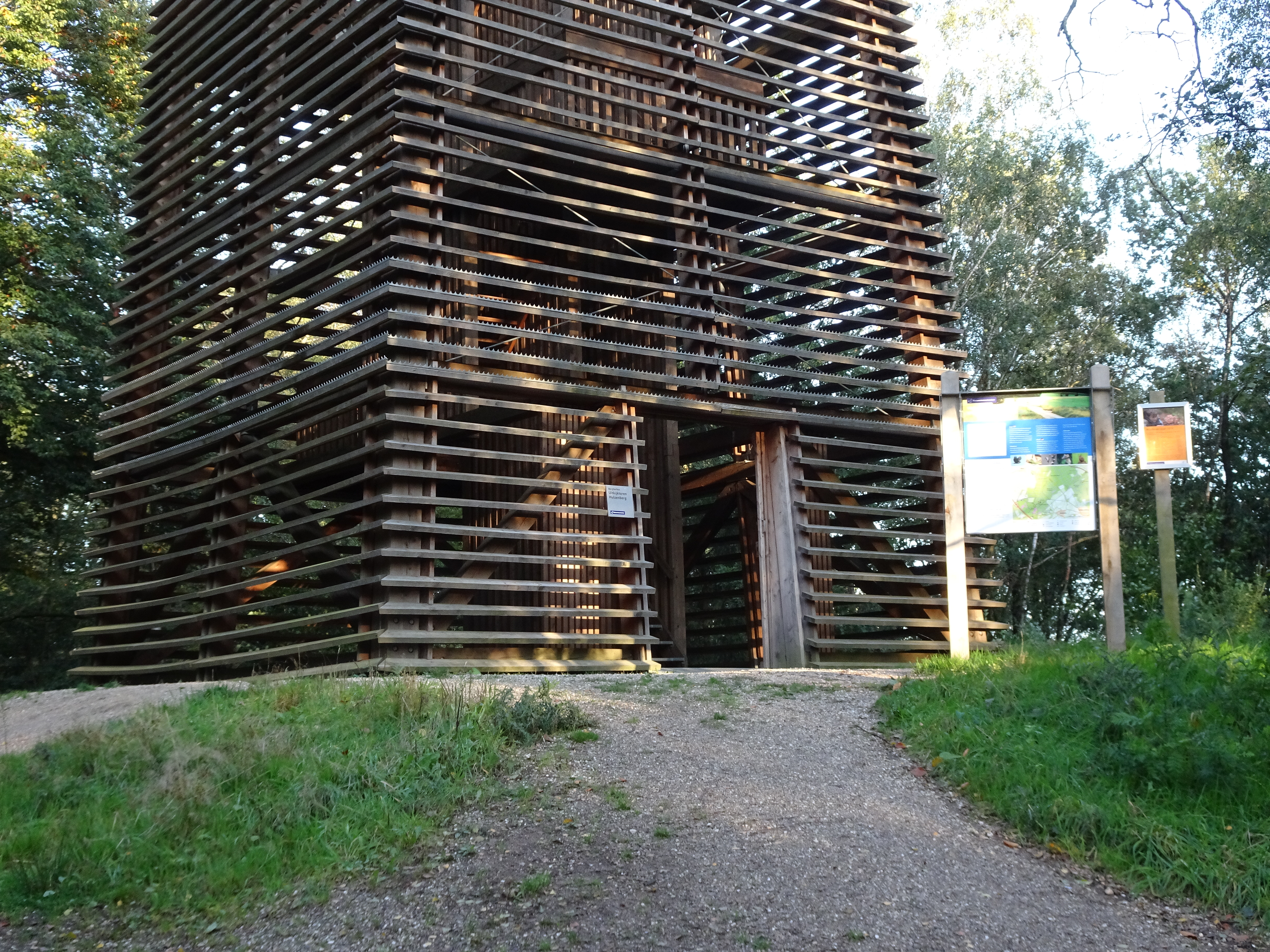
Uitkijktoren Hulzenberg
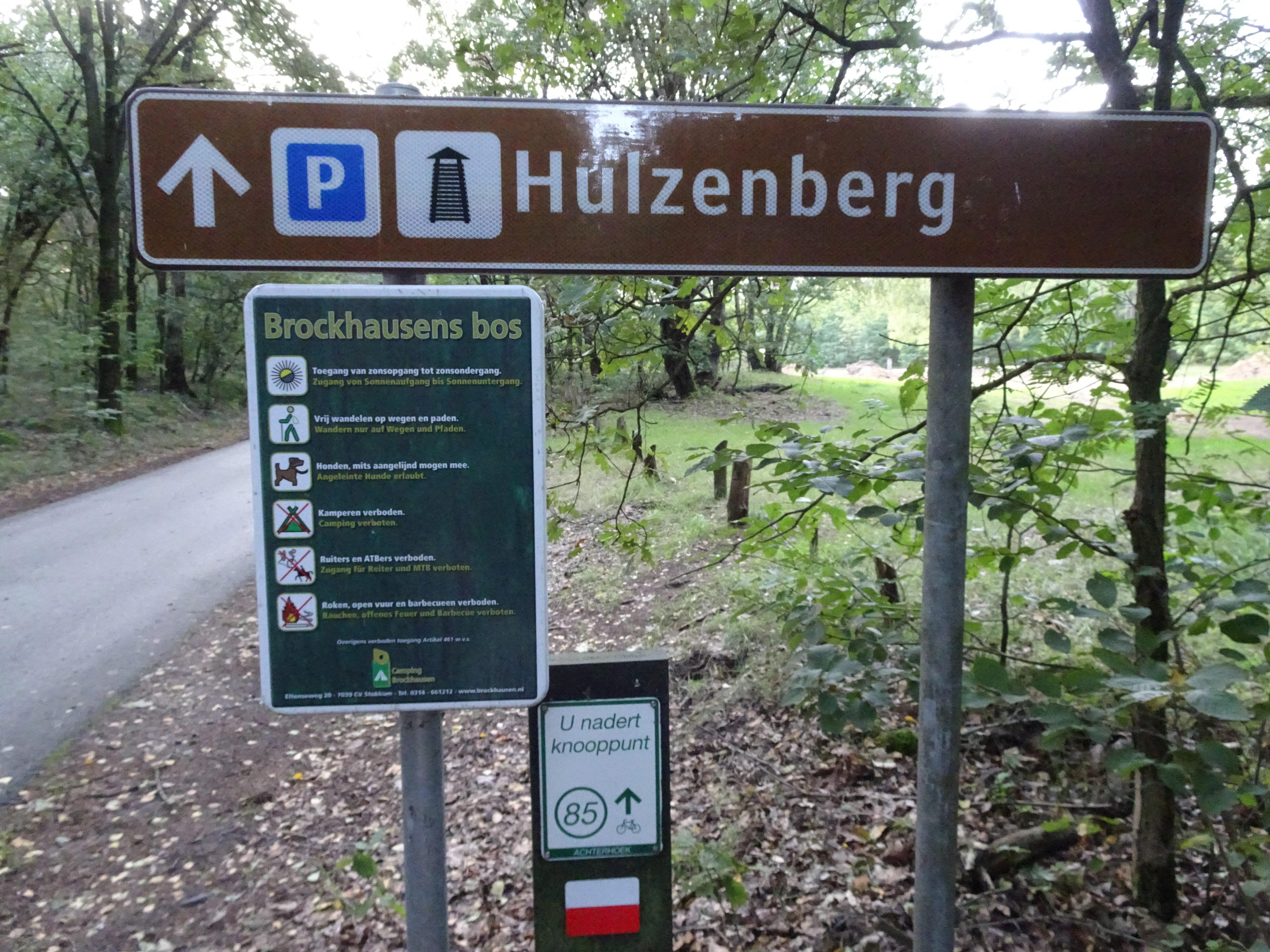
Stokkum, Eltenseweg
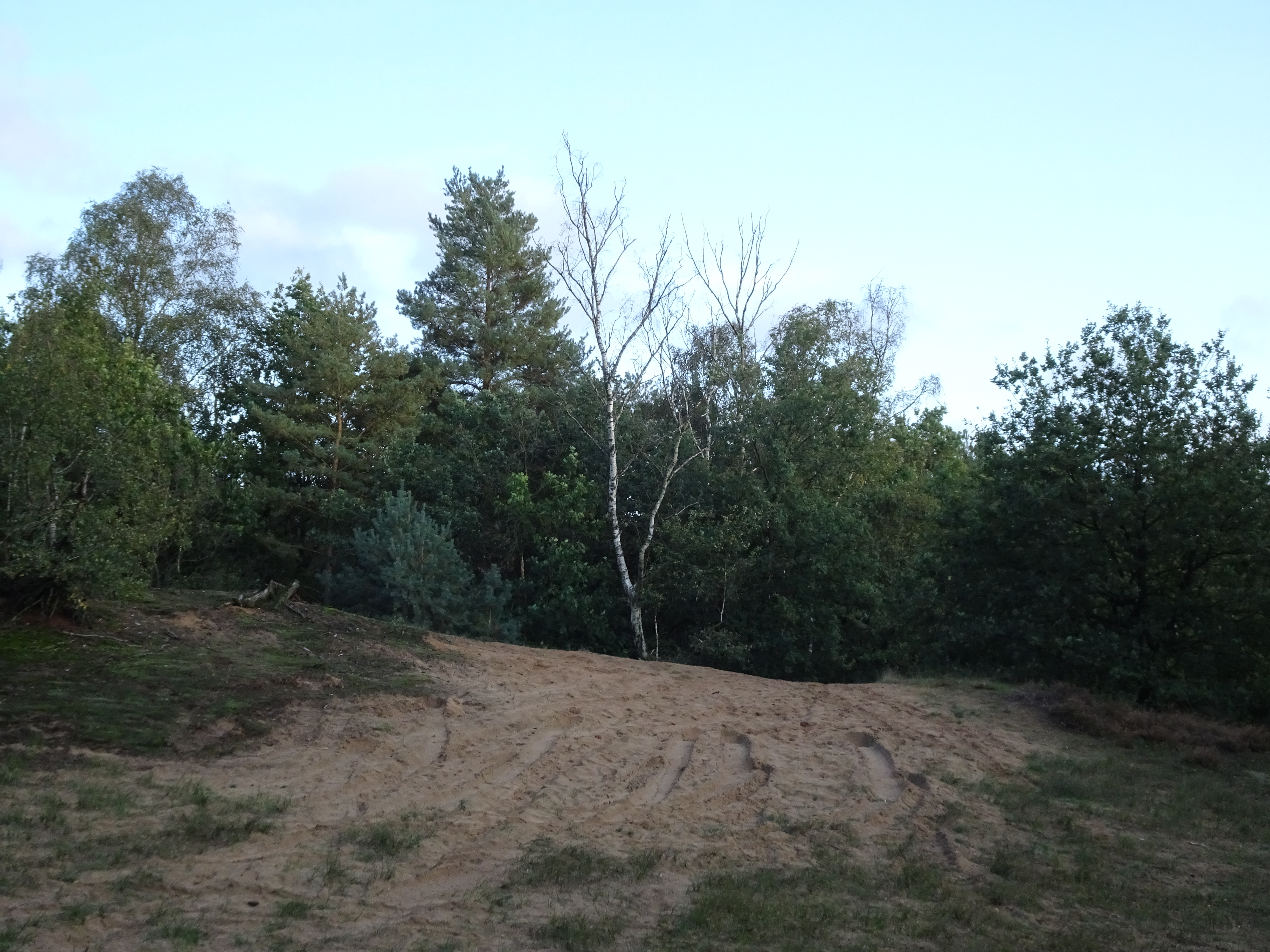
Stokkum, De Zandbulten
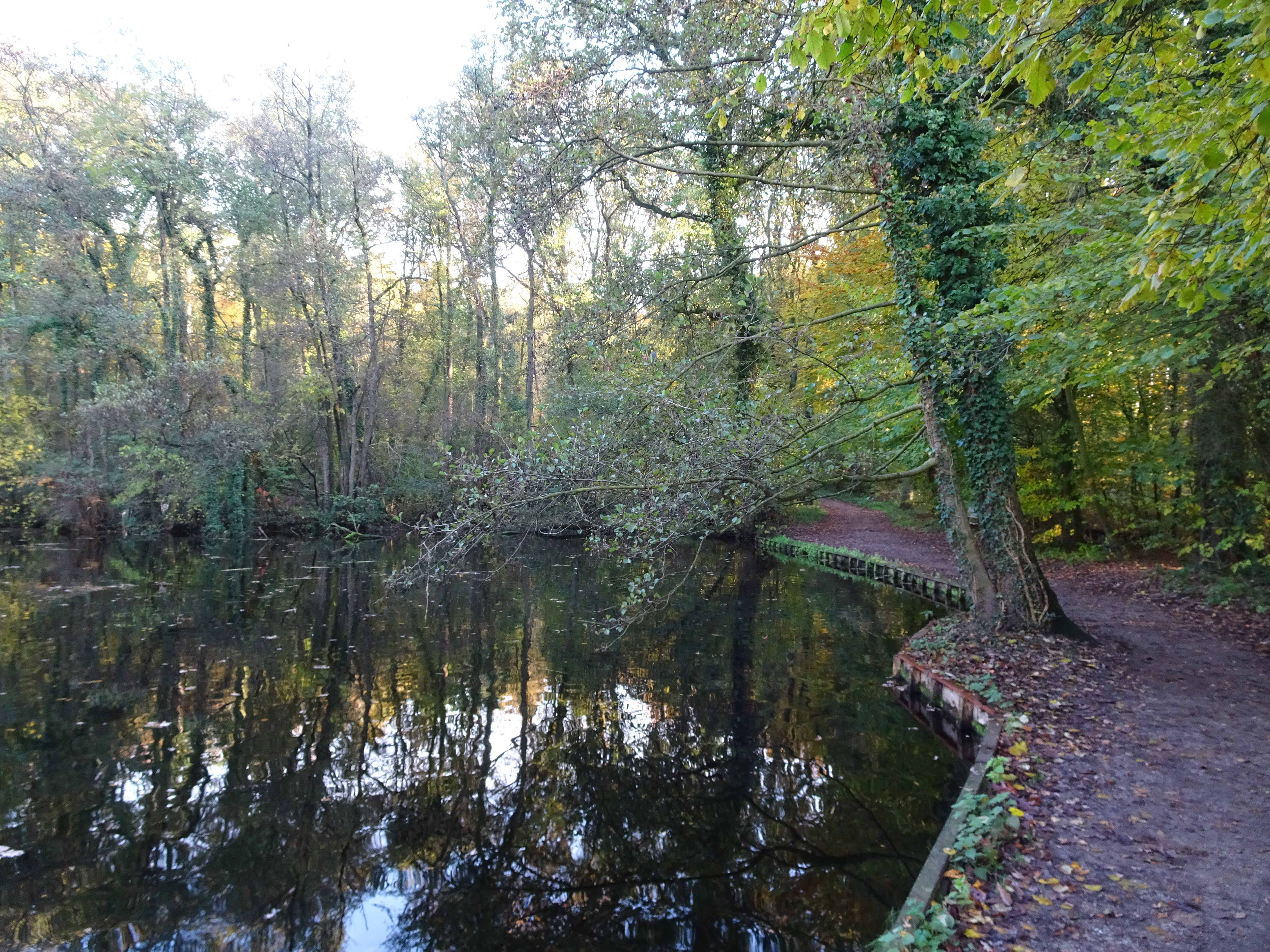
Beek, 't Peeske